# Potamiu
Potamiu (gr. Ποταμιού) – wieś w Republice Cypryjskiej, w dystrykcie Limassol. W 2011 roku liczyła 36 mieszkańców.